# Trận Chaldiran
Trận Chaldiran (còn gọi là Chaldoran hay Çaldıran) nổ ra ngày 23 tháng 8 năm 1514, là chiến thắng quyết định của Đế quốc Ottoman trước Safavid. Với kết quả này, quân đội Ottoman đã tiến vào chiếm các tỉnh phía tây Iran. Đạo quân Ottoman đông hơn, có 60.000-200.000 quân, trong khi đạo quân Iran có 50.000-80.000 quân. Shah Ismail I bị thương và trong trận chiến.
Sau chiến thắng này Ottoman chiếm Tabriz, mà người Safavid không thể chiếm lại trong gần một thế kỷ. Trận đánh cũng đặt dấu chấm hết cho cuộc khởi nghĩa Alevi chống triều đình Ottoman.

## Chỉ huy

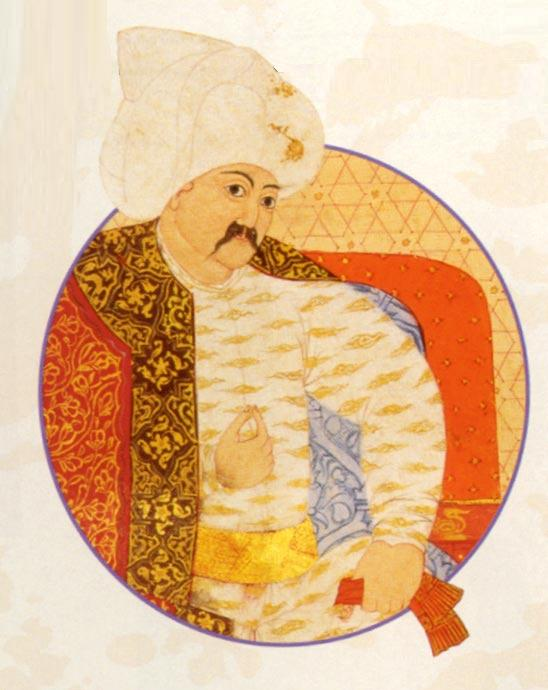
Sultan Selim I của Đế quốc Ottoman